# Umeåregionen
Umeåregionen är en grupp av kommuner som sedan 1993, utan att vara en juridisk person, samverkar inom en rad kommunala områden. De ingående kommunerna, Bjurholm, Nordmaling, Robertsfors, Umeå, Vindeln, Vännäs och Örnsköldsvik hade år 2018 tillsammans 213 311 invånare och 18 500 företag. Umeåregionen är inte en administrativ region med gemensam politisk styrelse såsom Västra Götalandsregionen och Region Skåne, och inte heller ett kommunalförbund med rätt till myndighetsutövning. Det är i stället fråga om ett geografiskt avgränsat område där kommunerna utvecklat en form av intresseorganisation som samverkar av ekonomiska och strategiska skäl.  

Karta över Umeåregionen

## Bakgrund
År 1992 påbörjades informella samtal på politikernivå och mellan kommuncheferna om att utveckla ett samarbete mellan kommunerna. Den avsiktsförklaring som kommunfullmktige i vardera av de sex kommunerna antog året därpå utgick från att all positiv utveckling i någon av områdets kommuner är till fördel för samtliga sex kommuner. Investeringar och företagsetableringar skulle därför framöver ske utan stridigheter.  När det gäller framför allt kommunala verksamhetsområden skulle samverkan och genomförande av gemensamma projekt utnyttjas för att maximera stordriftsfördelarna. Ett typiskt exempel är att alla sex kommuner, som hade varsin telefonväxel, nu har en enda gemensam sådan.

## Samarbetsområden
- Upphandling som görs av områdets kommuner gemensamt för att pressa priserna.
- Gemensam telefonväxel med IP-telefoni förlagd till Bjurholm.
- Turism- och besöksnäringen, d.v.s. kommunernas arbete med marknadsföring och organisation till stöd för besöksnäringen, är det område som utvecklats mest och där kommungränserna avvecklats. Ideologin är att turisterna kommer till en destination och inte till en kommun, och var de än bor under sitt besök i Umeåregionen erbjuds och marknadsförs besöksmål och aktiviteter i hela området. Regionturistbyrån i Umeå finansieras av Umeåregionens kommuner tillsammans. UME&Co, som är ett Mål 1-projekt startade 2001 och arbetar för att utveckla turismföretagen.
- Gemensamma system för löner och personaladministration.
- Miljöinspektörerna kan genom ett samverkansavtal jobba över kommungränserna.
- Räddningstjänst. Nordmaling, Bjurholm och Vännäs har gemensam räddningstjänst. Robertsfors och Vindeln köper räddningschefs- och personalchefsfunktionen, chefsberedskap, förebyggande brandskydd och driftsledning från Umeå.
- En gemensam avfallsplan.
- Översiktsplanering med en ökad helhetssyn och enhetliga bedömningar för hela sexkommuns-området.
- Naturgrus. Tillgångarna på naturgrus har inventerats och en plan finns för framtida hushållning.
- Informationsteknologi (IT), där alla sex kommuner har deltagit i bredbandsutbyggnaden via IT Västerbottensprojektet Ettan. Gemensam upphandling av hemdatorer till anställda har avsevärt sänkt dessa kostnader. Utvecklingen av kommunala blanketter på Internet har skett i samarbete.
- Skolan. Idag kan elever fritt välja bland gymnasieskolorna i Robertsfors, Umeå och Vännäs – de kommuner i Umeåregionen som har gymnasieskolor. Kommunerna samarbetar också kring Specialpedagogiskt centrum som bland annat arbetar med frågor kring funktionsnedsättningar som dyslexi, Damp, ADHD och Asperger.
- Socialtjänsten. De sex kommunerna erbjuder hemtjänst och viss annan omsorg över kommungränserna.

## Organisation
Politiskt leds Umeåregionen av de tolv politikerna i Regionrådet, som även står för den politiska ledningen. I den ingår ordförande och vice ordförande i kommunstyrelserna (dvs kommunalrådet och oppositionsrådet) från samtliga sex kommuner. Regionrådet sammanträder fyra gånger per år. Ordförande väljs för ett år i taget.
Den operativa styrgruppen är Kommunchefsgruppen, som består av kommundirektören eller stadsdirektören (dvs kommunens högste tjänsteman). De träffas en gång i månaden.
Antalet arbetsgrupper som praktiskt genomför samverkansarbetet uppgick år 2006 till 22. De ansvarade för områdena avfall/slam, biblioteksverksamhet, flyktingmottagning, fortbildning inom socialtjänst, fritid, kommunal information, inköp/upphandling, IT, jämställdhet, kommunikationer, kultur, miljöskydd, näringslivspolitik, personaladministration, skola, social omsorg/äldreomsorg, teknik (gator, vatten och avlopp m.m.), turism, vindkraft, vuxnas lärande, överförmyndarverksamhet och översiktsplanering. 
Regionkansliet ligger i Umeå.